# جاي جورتر
جاي جورتر (بالهولندية: Jay Gorter)‏ هو لاعب كرة قدم هولندي في مركز حراسة المرمى، ولد في 30 مايو 2000 في بورميراند في هولندا. لعب مع إي زد ألكمار.

## وصلات خارجية
- جاي جورتر على موقع الاتحاد الأوربي (الإنجليزية)
- جاي جورتر على موقع قاعدة بيانات كرة القدم.إي يو (الإنجليزية)
- جاي جورتر على موقع Soccerbase.com (لاعب) (الإنجليزية)
- جاي جورتر على موقع Soccerway.com (الإنجليزية)
- جاي جورتر على موقع عالم كرة القدم.نت (الإنجليزية)